# Abortive Gasp
Abortive Gasp war eine Electro-Band, die 1988 von Tim Paal (Gesang) und Harry Luehr (Kompositionen) in Hamburg gegründet wurde. Die beiden wurden häufig von Gastmusikern unterstützt.

## Geschichte
Innerhalb der EBM- und Indie-Rock-Szene zeichnete sich das Duo musikalisch sowohl durch den hohen Grad an Improvisation als auch durch den frühen Einsatz von Dub aus. Wegen ihrer unpolitischen Haltung sowie der Nichtbeachtung des Dresscodes der Darkwave-Szene waren sie umstritten.
Die Kritiken für Abortive Gasp von verschiedenen Musikjournalisten, wie Brian Duguid, fielen verhalten positiv aus. Einige ihrer bekannten Songs, wie Church Is Empty und Psychgod, hatten guten Airplay bei verschiedenen Radiosendern in den USA, Belgien und Australien.
In ihrer finalen Phase fand die Band Beachtung als Support Act für Borghesia, zu deren Ästhetik der Neuen Slowenischen Kunst sie einen harten Kontrast lieferten. Abortive Gasp lösten sich im Dezember 1989 auf. Im Jahr 2021 waren sie Gegenstand einer Kurzdokumentation.

## Diskografie
Alben
- 1988: To Have the Second Crack (Eigenvertrieb)[7]
- 1989: Raw Scent (Eigenvertrieb)[7]
- 1989: Bullfrog (Alternate Media Tapes)[8].
- 1989: A Fridge Fulla Bribes (Harsh Reality Music)[9]